# Gémes István (lelkész)
Gémes István (Szarvas, 1927–) evangélikus lelkész, teológus, lapszerkesztő.

## Tanulmányai
Bölcsészeti tanulmányok után Sopronban és Budapesten végezte el az Evangélikus Teológiai Akadémiát. 1953-ban szentelték lelkésszé szülővárosában, a szarvasi Ótemplomban.

## Életpályája
Külföldre kerülése után (1956) a Dán Evangélikus Egyházi Segélyszervezet megbízásából gondozta a Dániába és Dél-Svédországba került magyar protestáns menekülteket. 1957-ben vendégként vett részt az Evangélikus Világszövetség minneapolisi világgyűlésén, hogy onnan Venezuelán át Brazíliába menjen, a Világszövetség megbízásából. Kétszer ötéves munkaszerződéssel felépítette a Brazíliai Magyar Evangélikus Gyülekezetet, majd egy ideig Sao Paulo 18 külföldi lelkészének volt esperese. 1968-ban került vissza feleségével (Réz Katalin) és három fiával Európába a németországi hannoveri egyház meghívására.
Észak-Németországban két községet gondozott és közben újtestamentumi és lélektani tanulmányokat folytatott Göttingenben. Onnan hívta meg a Württembergi Evangélikus Egyház a német munkája mellett végzendő magyar lelkigondozói szolgálatra. 17 éven át volt a Stuttgart-Bad Cannstatt-i német Luther-gyülekezet lelkésze, közben pedig folyamatosan végzett lelkészi munkát a württembergi magyarok körében. Tíz éven át elnöke volt a Külföldön Élő Magyar Evangélikus Lelkigondozók Munkaközösségének (KÉMELM) és mintegy 25 éven át volt a Rádiómisszió munkatársa. Mindmáig szerkesztője a Koinonia című teológiai folyóiratnak és egészen a közelmúltig az Útitárs című lapnak.
Német lelkészi nyugdíjaztatása után továbbra is Stuttgartban él és gondozza a magyar gyülekezetet, amelyet kiterjesztett Heilbronnra is.
Sokat tett a magyarországi evangélikusokért is. Támogatta és segítette a magyarországi és a határon túli magyar lelkészeket, teológushallgatókat, gyülekezeti tagokat. Segítette a cserkészet magyarországi újraindítását.

## Teológiai munkássága
Fő iránya az Újtestamentum, ezen belül a Jézus- és a Pál-kutatás. Számos szakmai előadást tartott egyebek mellett az Evangélikus Hittudományi Egyetemen és a Károli Gáspár Református Egyetemen, továbbá lelkészkonferenciákon.
Jóval több, mint ezerre tehető dolgozatainak, cikkeinek a száma, amelyek a különböző országokban, kiadványokban, szaklapokban megjelentek magyar, portugál és német nyelven. Népszerű igetanulmányozó sorozatát az Evangélikus Missziói Központ adta ki.
Sokoldalú publikációi, valamint tudományszervezői és -népszerűsítői munkásságáért, továbbá az egyetemes magyar protestantizmus érdekében kifejtett munkásságáért 2008-ban Károli Gáspár-díjjal tüntették ki.
2011-ben a budapesti Evangélikus Hittudományi Egyetem teológiai díszdoktori címet adományozott neki, és megkapta a Magyar Köztársasági Érdemrend tisztikeresztjét.

## Könyvei
- A Fény felé 1-2 - vezetők kézikönyve, Stuttgarti Magyar Protestáns Gyülekezet, Stuttgart, 1983.
- Színlátás - a szemlélődés újrafelfedezése, Budapest, 1993.
- Hiszek - igehirdetés-sorozat, Evangélikus Sajtóosztály, Budapest, 1993.
- Igen - igehirdetések és tanulmányok a Tízparancsolatról és a Miatyánkról, Dabas, 1994.
- Tiéd - kátémagyarázatok és tanulmányok, 1996.
- Jézus és Pál - tanulmányok az Újtestámentumhoz, Dabas, 1998.
- Ismered-e Jézust?, Evangélikus Missziói Központ, Budapest, 2000.
- Hungari et Transsylvani - Kárpát-medencei egyetemjárók Tübingenben 1523-1918,  Luther Kiadó, Budapest, 2003, ISBN 963-9571-01-6
- Fellebbentett fátyol - Jézus munkamódszere: példázatok és csodák, Ordass Lajos Baráti Kör, Stuttgart-Budapest, 2010.
- Újszövetségi velemjáró, Luther Kiadó, Budapest, 2010, ISBN 978-963-9979-21-5
- "...saját kezemmel írom: Pál". Tanulmányok Pál apostol teológiájához; Ordass Lajos Alapítvány, Bp., 2012
- Határtalanul; Stuttgart, s.n., 2022

## Külső hivatkozások
- Gémes István prédikációi
- A KÉMELM honlapja
- A Koinonia honlapja
- Az Útitárs honlapja
- Átadták az idei Károli Gáspár-díjakat[halott link], Szent Korona Rádió, 2008. november 3.
- Jézus 12 példázata, Gémes István prédikációi
- Utas vagyok - Hová megyek?, Koinonia, 53. szám, 2001.
- Mit adott a keresztyénség a magyarságnak? – Vallásszabadság és felekezeti megoszlás, Koinonia, 54. szám, 2001.
- Gémes István Hungari et Transylvani című kötetének bemutatójáról[halott link], Evangélikus Élet, 2004.
- istván Magyar állami kitüntetést vehetett át Gémes István stuttgarti evangélikus lelkész[halott link], Evangélikus.hu, 2011. március 17.